# Prosternon
Prosternon — сравнительно большой род жуков-щелкунов, насчитывающий свыше ста видов.

## Описание
Щелкуны средних размеров. Тело в длинном шелковистом переливающемся опушении. Лобный киль разбит на два надусиковых киля. Усики у самки и самца пиловидные начиная с четвёртого сегмента. Передний край воротничка переднеспинки округлённый, находится на одном уровне с передними углами проплевр. Задний край проплевр без выемок. Бедренные покрышки задних тазиков сужаются по направлению наружу слабо и едва заметно неравномерно.

## Экология
Встречаются в лесах и на горных лугах. Проволочники — хищники, некрофаги и сапрофаги, встречаются в почве, подстилке, под мхом, реже в гнилых пнях на последних стадиях гниения.

## Список видов
Некоторые виды:
- Prosternon admirabilis Gurjeva, 1984
- Prosternon aurichalceum Stepanov, 1930
- Prosternon bombycinus (Germar, 1843)
- Prosternon chrysocomum (Germar, 1843)
- Prosternon dolini Agajev, 1985
- Prosternon egregium Denisova, 1948
- Prosternon fallax (Say, 1836)
- Prosternon medianus (Germar, 1843)
- Prosternon mirabilis (Fall, 1901)
- Prosternon montanum Gurjeva, 1980
- Prosternon semilutea (LeConte, 1853)
- Prosternon sericeum (Gebler, 1824)
- Prosternon syriacum (Buysson, 1891)
- Prosternon tessellatum (Linnaeus, 1758)
- Prosternon viduus (Brown, 1936)